# Robert Boggi
Robert Anthony Boggi (New York, 8 giugno 1955 – Salerno, 29 dicembre 2022) è stato un arbitro di calcio italiano.

## Biografia
Appartenente alla sezione AIA di Salerno, poi trasferitosi alla sezione di Agropoli, debuttò in Serie B nel 1988, e due anni più tardi fece l'esordio in Serie A in occasione della gara Bari-Lazio, per decisione del designatore Cesare Gussoni. Proprio nel 1990 è decorato con il Premio "Giorgio Bernardi", destinato al miglior giovane arbitro debuttante in Serie A.
Diventò internazionale nel 1996, su proposta del designatore Paolo Casarin, e mantenne tale qualifica fino al 1999, quando decise, con un anno di anticipo, di porre termine alla propria carriera arbitrale, dopo aver diretto come ultima gara la sfida-spareggio per l'ammissione alla Coppa UEFA tra Inter e Bologna. Nel 1996 arbitrò la finale di andata di Coppa Italia tra Fiorentina ed Atalanta, e nello stesso anno venne insignito del Premio Mauro. Totalizzò in tutto 119 presenze in Serie A, tra cui alcune "classiche" del campionato, come una Juventus-Inter, un Derby di Milano, tre Derby di Roma, tre Milan-Juventus.
Al raduno arbitrale di preparazione al campionato di Serie A 1999-2000, annunciò ai nuovi designatori Paolo Bergamo e Pierluigi Pairetto l'intenzione di ritirarsi dall'attività, poiché in disaccordo con il nuovo programma ispirato al professionismo degli arbitri.
Nel 2006 venne nominato dal Commissario Straordinario dell'AIA Luigi Agnolin come nuovo designatore degli arbitri di serie C, dopo essere stato il vice di Claudio Pieri nella stagione 2005-2006; si dimise dalla carica nel corso della stagione per sopraggiunti contrasti con il nuovo presidente dell'AIA Cesare Gussoni (a causa di questi screzi esternati da Boggi mediante una lettera "pubblica", l'arbitro salernitano sarebbe stato inibito per due mesi dalla Commissione Disciplinare FIGC). È stato per breve tempo osservatore arbitrale degli arbitri UEFA. Già osservatore in C.A.N. A-B, con la scissione in C.A.N. A e C.A.N. B, viene inserito nell'organico di C.A.N. A.
Nel 2012 si candida alla presidenza AIA, sfidando Marcello Nicchi. Insieme a lui, scende in campo Matteo Apricena, come candidato vicepresidente. La candidatura non ha successo, poiché nell'Assemblea Generale dell'AIA viene rieletto presidente Marcello Nicchi.
Al termine della stagione 2012-2013 non figura più tra gli osservatori arbitrali di Serie A, avendo presentato domanda di dimissioni.

### Morte
È morto a Salerno il 29 dicembre 2022 all'età di 67 anni.